# Віденський акціонізм

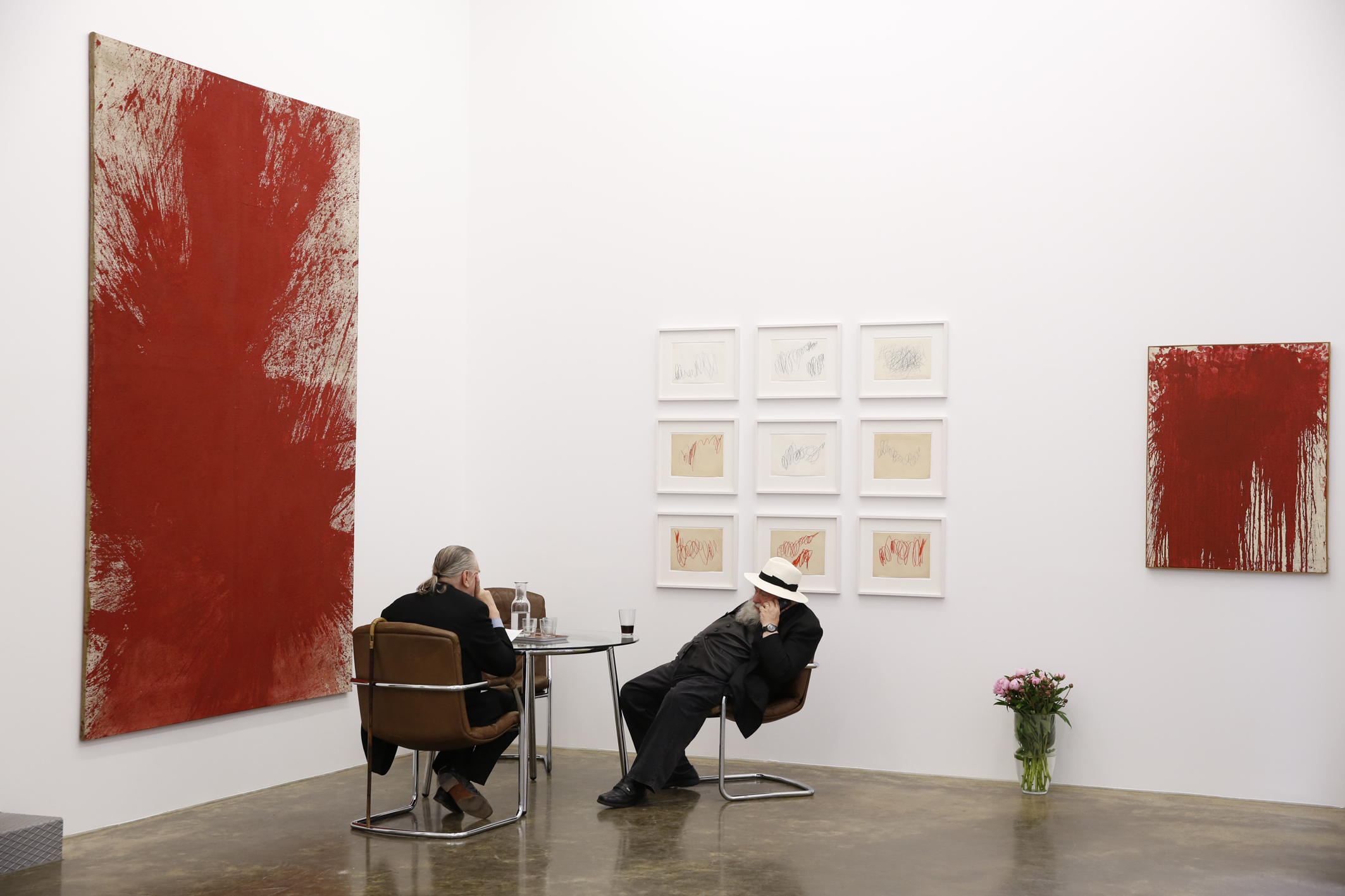
Герман Нітш і Бертрам Карл Штайнер

Віденський акціонізм (нім. Wiener Aktionismus) — художній рух, що діяв у Австрії протягом 1960-х і 1970-х років, як реакція на католицько-буржуазний образ життя після військової Європи. У власній діяльності використовували гепенінг, Флуксус і інші провокативні акції. Засновниками руху є Герман Нітш, Ґюнтер БрусОтто МюльРудольф Шварцкоглер.

## Історія
Після Другої світової війни з'явився жанр живопису, який не хотів зображати нічого, що вже існувало. Виникло «мистецтво залишити мистецтво». Спеціалізація та неефективність сучасного мистецтва в 1950-х роках призвела до того, що багато художників обрали зовсім інший напрямок. Порушуючи табу, художники хотіли спровокувати суспільство, орієнтоване лише на споживання.
Таким чином, віденський акціонізм виступав проти репресивних суспільних умов і свідомо йшов на конфронтацію з державною та церковною владою. З одного боку, радикальні способи вираження та агресивні порушення табу були покликані зобразити механізми відкритої й, головне, прихованої (репресованої) жорстокості та збочень у буржуазному суспільстві; з іншого боку, вони мали на меті шокувати це саме суспільство — і їм це вдалося. Особливу популярність віденським акціоністам принесла акція «Мистецтво і революція» Бруса, Мюля та Освальда Вінера 7 червня 1968 року (у ЗМІ вона отримала назву «Uni-Ferkelei»), за результатами якої всім учасникам було пред'явлено звинувачення.
Віденський акціонізм пов'язаний з Віденською групою та іншими віденськими інтелектуалами та митцями того часу, такими як Валі Експорт, Адольф Фронер, Курт Крен, Альфонс Шиллінг, Петер Вайбель, Освальд Вінер, Отмар Бауер.Однак віденський акціонізм розвивався у великій ізоляції від міжнародних культурних подій, оскільки Відень перебував у культурному плані на периферії й більшість населення з жахом реагувала на радикальний характер акцій.
Розпад припав на 1970—1971 роки, коли відбувся розподіл творчого шляху серед учасників руху. Мюль і Нітш, як і раніше, спорадично брали участь у перформансах, які, проте, вже не вважалися віденським акціонізмом.

## Стиль
Художники розробили мову тіла, щоб замінити письмову та усну мову. Їхньою метою було досягнення повної тілесної та культурної свободи та руйнування ментальних звичок австрійського суспільства. Головна мета — це самопізнання. Часто запозичали філософію Фройда і психоаналіз.
Усі акції вважалися суперечливими, провокаційними. Вони використали елемент ритуалів. До цих ритуалів належали сексуальні оргії, ігри, містерії, катування та вбивство тварин. Вони також використовували такі символи, як кров, хрест, ягня, статеві органи.
Одна з найбільш гучних акцій аукціоністів Бруса, Мюля й Освальда Вінера, прозвана в ЗМІ Uni-Ferkelei, відбулася 7 червня 1968 р. Тоді було порушено багато табу, таких як нагота, дефекація, мастурбація, флагеляція, самокалічення, змазування власного тіла екскрементами й блювотою — і це під час виконання австрійського національного гімну, що призвело до судового переслідування всіх його виконавців.